# Don Barreto
Emilio „Don“ Barreto (* 1909 in Havanna; † 22. Mai 1997 in Paris) war ein kubanischer Gitarrist, Sänger und Bandleader, der einer der Pioniere der kubanischen Musik in Paris war.

## Leben und Wirken
Barreto wuchs in Havanna in einer Familie mit langer musikalischen Tradition auf; zunächst lernte er am Konservatorium Violine. 1926 wanderte sein Vater, ein Zahnarzt und Politiker, mit der Familie nach Spanien aus. Von dort zogen Don und seine Brüder, die ebenfalls Musiker waren, 1927 nach Paris. Hier wechselte er – beeinflusst durch den allgegenwärtigen Jazz in der Stadt – zur Gitarre und zum Banjo. Er begleitete zunächst gastierende amerikanische Musiker; 1932 gründete er sein eigenes Orchester, das ein erstes Engagement in der Melody's Bar hatte. Barreto nahm in den folgenden Jahren eine Reihe von Schellackplatten für Columbia und Decca auf, wie etwa Beguin + Beguine (1932) oder den Song Tropical Magic (Mack Gordon/Harry Warren). Don Barreto konzertierte in den folgenden Jahren in den Pariser Tanzsälen und Cabarets wie Casino de Paris, Caprice Viennois oder La Belle Epoque; Mitglieder in seinem Orchester sind zeitweilig auch Arthur Briggs und Alix Combelle. 1942 unterbrach der Eintritt der Vereinigten Staaten in den Zweiten Weltkrieg seine Karriere, und er wurde von der deutschen Besatzungsmacht in ein Internierungslager, das KZ Royallieu bei Compiègne, gebracht. Nach dem Sieg über den Nationalsozialismus spielte er mit seinem Orchester die populären Stile Mambo und Cha-Cha-Cha; in den 1950er Jahren ging er auf Tourneen durch Europa. 1992 hatte er einen Comeback-Auftritt im Moloko im Pigalle-Viertel, gefördert von dem wieder erwachten Interesse an kubanischer Musik. Barreto starb im Alter von 88 Jahren in Paris.